# Municipio de Riverside (condado de Lyon)
El municipio de Riverside (en inglés: Riverside Township) es un municipio ubicado en el condado de Lyon en el estado estadounidense de Iowa. En el año 2010 tenía una población de 412 habitantes y una densidad poblacional de 5,79 personas por km².

## Geografía
El municipio de Riverside se encuentra ubicado en las coordenadas 43°28′18″N 96°9′5″O / 43.47167, -96.15139. Según la Oficina del Censo de los Estados Unidos, el municipio tiene una superficie total de 71.15 km², de la cual 71,13 km² corresponden a tierra firme y (0,03 %) 0,02 km² es agua.

## Demografía
Según el censo de 2010, había 412 personas residiendo en el municipio de Riverside. La densidad de población era de 5,79 hab./km². De los 412 habitantes, el municipio de Riverside estaba compuesto por el 97,57 % blancos, el 1,7 % eran de otras razas y el 0,73 % eran de una mezcla de razas. Del total de la población el 2,18 % eran hispanos o latinos de cualquier raza.